# Museo diocesano Francesco Gonzaga
Il Museo Francesco Gonzaga è il museo diocesano di Mantova.
Aperto inizialmente nel 1974 come mostra temporanea dal titolo Tesori d'arte nella terra dei Gonzaga, è stato inaugurato come museo permanente nel 1983 ed allestito nell'antico monastero agostiniano di Sant'Agnese. 

Il museo è dedicato a Francesco Gonzaga, frate francescano e vescovo della Diocesi di Mantova (1593 - 1620).
Attualmente il museo è diretto da Don Stefano Savoia

## Opere
Il museo diocesano conserva opere provenienti dal Duomo, dalla Basilica Palatina di Santa Barbara, dal territorio diocesano e da numerose collezioni private, organizzate nelle sezioni espositive: 
- la pinacoteca
- il tesoro
- le monete
- le armature
- gli arazzi
- le ceramiche

### Pinacoteca
Nella pinacoteca sono conservati sia dipinti che sculture di varie epoche. Tra questi:
- San Giorgio che trafigge il drago (XV secolo), scultura tardogotica di Pierpaolo dalle Masegne;
- una Crocifissione (XV secolo), su tavola del ferrarese Francesco Maineri;
- Madonna della mela, attribuita all'Ortolano;
- La sinopia dell'Ascensione attribuita ad Andrea Mantegna;
- La Deposizione e La Sacra Famiglia con i santi Elisabetta e Giovannino, affreschi con sinopia, opere giovanili del Correggio;
- Pala di Santa Tecla (metà XVI secolo) di Gerolamo Mazzola Bedoli, proveniente dal Duomo;
- Sacra Conversazione di Domenico Fetti, del 1616;
- San Sebastiano di Benedetto Pagni;[1]
- Riposo dalla Fuga in Egitto di Francesco Cairo.

Inoltre, a parte, è esposta la più importante raccolta delle opere del pittore mantovano Giuseppe Bazzani (attivo nella prima metà del XVIII secolo), che consente di ripercorrere il suo itinerario artistico. Tra le sue opere: 
- Assunzione di Maria;
- Deposizione di Gesù Cristo, proveniente dalla Cattedrale;
- Cristo portacroce;
- Il Sogno di san Romualdo (1753).

### Tesoro
Il Tesoro della cattedrale di San Pietro Apostolo e della basilica palatina di Santa Barbara costituisce un nucleo artistico compatto e coerente di oreficerie, sopravvissuto sostanzialmente integro che riesce a trasmettere almeno un'idea della magnificenza raggiunta dai Gonzaga, soprattutto nel pieno Rinascimento, apice delle sorti politiche ed economiche della dinastia. Fra gli oggetti, qui esposti:
- cofanetti in avorio (XI - XII secolo) di manifattura islamica;
- Madonna con Gesù Bambino (XIV secolo), in argento dorato di manifattura francese;
- una pace del 1513 e un'altra del 1562
- il Messale di Barbara di Brandeburgo, commissionato da Gianlucido Gonzaga nel 1442 al miniatore lombardo Belbello da Pavia e terminato nel 1556 da Girolamo da Cremona, aiutante di Taddeo Crivelli.
- il Fermaglio di piviale con il Monogramma di Cristo (1561 - 1562), in oro e pietre preziose, dono dei duchi di Baviera a Vincenzo Gonzaga;
- il Reliquiario della Vera Croce o Stauroteca di santa Barbara (1573) di bottega lombarda fu commissionato dal duca Guglielmo Gonzaga per la basilica palatina di Santa Barbara col fine di conservare alcuni frammenti della Vera Croce ereditati dalla madre Margherita Paleologa;
- il Reliquiario di santa Barbara (XVI secolo) di bottega veneziana;
- il Reliquiario del Preziosissimo Sangue (1573) commissionato dal duca Guglielmo Gonzaga;
- il Reliquiario di san Giovanni Bono (fine XVI secolo);
- il Reliquiario di sant'Adriano (ante 1605), in ebano, tartaruga, argento ed avorio;
- croci astili, databili dal Medioevo al XVIII secolo.

### Monete
Il museo comprende una sezione numismatica nella quale sono esposte una sessantina di monete d'epoca romana, una selezione della collezione di Pietro Zappa, oggetto di donazione, che consta di quattrocento pezzi. La maggior parte delle monete romane esposte sono di età repubblicana, ma sono presenti esemplari sia d'età ellenistica che di età imperiale.

### Armature
Dopo la storica vittoria nella battaglia sostenuta contro i francesi a Fornovo nel 1495, i comandanti e gli armigeri delle milizie di Gianfrancesco Gonzaga donarono le loro armature come ex voto al Santuario della Madonna delle Grazie di Curtatone, nei pressi di Mantova. 

Recuperate e restaurate, le armature si sono rivelate un insieme di notevole qualità, opera di armaioli milanesi e bresciani, fra i quali l'officina dei Missaglia. Esse formano un unicum, significativo non solo per quanto riguarda la storia delle armi, ma anche nello specifico campo di artigianato artistico.

### Arazzi
Si segnalano tre arazzi fiamminghi dei primi del Cinquecento tessuti a Bruges e la serie completa degli Arazzi del Duomo intessuti a Parigi tra il 1594 ed il 1598 voluti da Francesco Gonzaga, vescovo di Mantova ed inviato dal Papa Clemente VIII come Nunzio apostolico a Parigi.

### Ceramiche
Ultima arrivata, inaugurazione il 1º ottobre 2016, è stata la collezione di ceramiche raccolta dai pittori mantovani del '900 Domenico e Vindizio Nodari Pesenti.  Sono una settantina i pezzi esposti, risalenti all'epoca rinascimentale ed utilizzati anche per secoli della vita quotidiana.